# Zosima Szaszkow
Zosima Aleksiejewicz Szaszkow (ros. Зосима Алексеевич Шашков, ur. 30 kwietnia 1905 we wsi Nowinki w guberni archangielskiej, zm. 14 lipca 1984 w Moskwie) – radziecki polityk, ludowy komisarz/minister floty rzecznej ZSRR (1939–1953 i 1954–1956), minister floty morskiej i rzecznej ZSRR (1953-1954).
1926 ukończył technikum w Wielkim Ustiugu, później pracował w żegludze. 1929–1930 studiował w Moskiewskim Instytucie Inżynierów Transportu, a 1930–1933 na Wydziale Nawigacyjnym Leningradzkiego Instytutu Inżynierów Transportu Wodnego, później był pracownikiem naukowym Instytutu Inżynierów Transportu Wodnego w Gorkim (obecnie Niżny Nowogród) - kierownik laboratorium, dziekan wydziału, a 1937–1938 dyrektor Instytutu. Od 1929 w WKP(b). Od 20 lutego 1938 do 9 kwietnia 1939 zastępca ludowego komisarza transportu wodnego ZSRR, a od 9 kwietnia 1939 do 15 marca 1953 ludowy komisarz/minister floty rzecznej ZSRR. Od 14 lutego 1942 do 18 maja 1944 członek Komitetu Transportowego przy Ludowym Komitecie Obrony ZSRR, od 14 października 1952 do 17 października 1961 zastępca członka KC KPZR, od 15 marca 1953 do 25 sierpnia 1954 minister floty morskiej i rzecznej ZSRR. Od 25 sierpnia 1954 do 21 maja 1956 ponownie minister floty rzecznej ZSRR, od 6 czerwca 1956 do 22 października 1960 minister floty rzecznej Rosyjskiej FSRR. 1961–1963 zastępca szefa wydziału transportu i łączności Państwowej Rady Ekonomicznej Rady Ministrów ZSRR, 1965–1967 zastępca szefa wydziału transportu Państwowego Komitetu Planowania Rady Ministrów ZSRR, od sierpnia 1967 na emeryturze. Deputowany do Rady Najwyższej ZSRR 2 i 4 kadencji. Pochowany na cmentarzu Nowodziewiczym.

## Odznaczenia
- Order Lenina (trzykrotnie, m.in. 5 maja 1955)
- Order Rewolucji Październikowej
- Order Czerwonego Sztandaru Pracy